# Фред Геммес мол.
Фред Геммес мол. (нід. Fred Hemmes Jr.; нар. 28 січня 1981) — колишній нідерландський тенісист.
Найвищу одиночну позицію світового рейтингу — 188 місце досяг 2 лютого 2004, парну — 107 місце — 8 березня 2004 року.

## Титули на челленджерах

### Парний розряд: (6)
| Ранг | Рік  | Турнір                  | Покриття | Партнер            | Суперники у фіналі                | Рахунок у фіналі    |
| ---- | ---- | ----------------------- | -------- | ------------------ | --------------------------------- | ------------------- |
| 1.   | 2002 | Київ, Україна           | Ґрунт    | Федеріко Бровне    | Іраклій Лабадзе Юрій Щукін        | 6–4, 6–3            |
| 2.   | 2003 | Монтобан, Франція       | Ґрунт    | Рогір Вассен       | Хуан Пабло Гусман Ігнасіо Ірігоєн | 6–4, 6–4            |
| 3.   | 2003 | Схевенінген, Нідерланди | Ґрунт    | Едвін Кемпес       | Оскар Ернандес Сальвадор Наварро  | 3–6, 6–4, 6–3       |
| 4.   | 2004 | Хошимін, В'єтнам        | Тверде   | Рік де Вуст        | Вадим Куценко Юрій Щукін          | 6–3, 6–3            |
| 5.   | 2004 | Кіото, Японія           | Килим    | Рік де Вуст        | Лу Єнь-Сюнь Джейсон Маршалл       | 6–3, 6–7(8–10), 6–4 |
| 6.   | 2004 | Гілверсум, Нідерланди   | Ґрунт    | Мелле ван Ґемерден | Аттіла Шавольт Габріель Тріфу     | 7–6(7–3), 7–6(7–3)  |